# بندان (نهبندان)
روستای بَندان مرکز دهستان بندان بخش مرکزی شهرستان نهبندان استان خراسان جنوبی ایران است. بر پایهٔ سرشماری عمومی نفوس و مسکن در سال ۱۳۹۰ جمعیت این روستا ۹۷۲ نفر (در ۲۵۴ خانوار) بوده‌است.

## شاخصه‌های مهم روستا
بندان از دیرباز به واسطهٔ دو شاخصهٔ مهم شناخته می‌شده است که این شاخصه‌ها همواره راهنمایی ساده جهت پیدا کردن مسیر و رسیدن به این روستا بوده است. چه که از هر کدام از بومیان شهرستان، در مورد این دو شاخصه سؤال کنید، بدون شک به طور دقیق جهت رسیدن به این روستا، راهنمایی خواهید شد.
۱.نخلستان چندصدسالهٔ روستا که عمر برخی از نخل‌هایی که هنوز پا بر جاست و از طوفان و آتش و سایر حوادت طبیعی و غیر طبیعی جان به در برده اند، بیشتر از ۶۰۰ سال است.
۲.قلعهٔ تاریخی، با مشخصه‌ای عجیب چون درب سنگی بسیار بزرگ و سنگینی  که پس از سالیان دراز، همچنان محکم و استوار بر ورودی قلعه دیده می‌شود.
قلعهٔ سنگی بندان  که در گویش محلی به آن «قِلِه سینگی» می‌گویند (شمارهٔ ثبت ملی ۳۶۸۶)، از آثار تاریخی و کهن شهرستان نهبندان است که در فاصلهٔ ۷۵ کیلومتری شرق نهبندان و در روستای بندان واقع شده است.
این اثر تاریخی که متعلق به دورهٔ تیموری است، تا پایان دورهٔ قاجار به عنوان دژی محکم و استوار پابرجا مانده است. این بنا مشتمل بر یک ایوان ورودی، یک صحن وسیع با چهار ردیف اتاق و یک حصار بلند است که با ارتفاع تقریبی ۱ متر دور تا دور قلعه را گرفته است. در چهار گوشهٔ قلعه برج‌های بلندی قرار داشته است که امروزه تنها یکی از آنها در ضلع جنوب غربی قلعه سالم مانده است و ارتفاع تقریبی آن به ۴ متر می‌رسد. این برج‌ها علاوه بر استحکام دیوارها برای دیده‌بانی و دفاع مورد استفاده قرار می‌گرفته اند و به صورت استوانه‌ای و در سه طبقه ایجاد شده اند. درِ ورودی برج‌ها از فضای بیرون قلعه است که هم‌اکنون کاملاً سالم است و پوشش سقف اتاق‌های درونی این برج در طبقات دوم و زیرین به صورت ضربی و با خشت خام می‌باشد. برای پوشش سقف طبقهٔ سوم که دارای مساحت کمتری است، از تنهٔ درخت خرما استفاده گردیده است. آن چه بیشتر از هر چیز دیگر نظر بازدیدکنندگان را به خود جلب می‌نماید، درِ ورودی قلعه و قطعه‌سنگ بسیار سنگین و بزرگی است که به طرز ماهرانه‌ای تراشیده شده است. ورودی قلعه یک فضای مربع‌شکل کوچک است که به صحن بزرگ قلعه منتهی می‌شود. بر بالای این بنا ساختمان کوچکی ساخته شده که احتمالاً محل اقامت امرا و اشراف بوده است.